# Escut d'Alfés

Escut oficial d'Alfés

L'escut oficial d'Alfés té el següent blasonament:
Escut caironat partit: 1r d'or, i 2n de sinople; ressaltant sobre la partició 2 claus passades en sautor amb les dents a dalt i mirant cap enfora, de l'un en l'altre. Per timbre una corona mural de poble.

## Història
Va ser aprovat el 13 de setembre de 1999 i publicat en el DOGC el 18 d'octubre del mateix any amb el número 2996.
Les claus de Sant Pere són l'atribut del patró del poble. Els esmalts, or i sinople, simbolitzen el fet que, si bé les terres d'Alfés són principalment seques, els seus camps reverdeixen cada hivern gràcies a les aigües del riu Set; també representen el sol i les collites.